# ATC-kod P03: Medel mot ektoparasiter, inkl skabb-, insektsdödande och repellerande medel
ATC-kod P03: Medel mot ektoparasiter, inkl skabb-, insektsdödande och repellerande medel är en del av klassificeringssystemet ATC (Anatomical Therapeutic Chemical Classification System) för läkemedel och vissa andra medicinska produkter. ATC utvecklas av WHO och består av alfanumeriska koder indelade i grupper utifrån anatomi, medicinsk funktion och läkemedelstyp på 5 olika kodnivåer. Denna sida utgör innehållet i en specifik grupp på nivå 2.

## P03A Medel motektoparasiterinklskabbmedel

### P03AASvavelhaltigapreparat
P03AA01 Dixantogen
P03AA02 Kaliumpolysulfid
P03AA03 Mesulfen
P03AA04 Disulfiram
P03AA05 Tiram
P03AA54 Disulfiram, kombinationer

### P03ABKlorhaltigapreparat
P03AB01 Klofenotan
P03AB02 Lindan
P03AB51 Klofenotan, kombinationer

### P03ACPyretriner
P03AC01 Pyretrum
P03AC02 Bioalletrin
P03AC03 Fenotrin
P03AC04 Permetrin
P03AC51 Pyretrin, kombinationer
P03AC52 Bioalletrin, kombinationer
P03AC53 Fenotrin, kombinationer
P03AC54 Permetrin, kombinationer

### P03AX Övriga medel mot ektoparasiter inkl skabbmedel
P03AX01 Bensylbensoat
P03AX02 Kopparoleinat
P03AX03 Malation
P03AX04 Quassia
P03AX05 Dimetikon

## P03BInsektsdödandeoch repellerande medel

### P03BAPyretriner
P03BA01 Cyflutrin
P03BA02 Cypermetrin
P03BA03 Dekametrin
P03BA04 Tetrametrin

### P03BX Övriga insektsdödande och repellerande medel
P03BX01 Dietyltoluamid
P03BX02 Dimetylftalat
P03BX03 Dibutylftalat
P03BX04 Dibutylsuccinat
P03BX05 Dimetylkarbat
P03BX06 Etohexadiol

### Engelska
- WHO Collaborating Centre for Drug Statistics Methodology - ATC Index
- WHO Collaborating Centre for Drug Statistics Methodology - ATCvet Index

### Svenska
- SIL online
- FASS.se - ATC
- FASS.se - Veterinär-ATC
- Sök läkemedelsfakta - Läkemedelsverket
- Socialstyrelsen : Klassifikationer
- Nationellt produktregister för läkemedel - NPL